# Promna (zatoka)
Promna – zatoka, część Zalewu Kamieńskiego na Dziwnie, w jego wschodniej części. Rozdziela Wybrzeże Trzebiatowskie od Wyspy Chrząszczewskiej, łącząc się od południa z Zatoką Cichą.
Przez Promnę prowadzi most łączący miasto Kamień Pomorski z Wyspą Chrząszczewską.
Wody Promny należą do gminy Kamień Pomorski.
Do 1945 roku zatoka miała niemiecką nazwę Die Fähre.